# Pereant qui ante nos nostra dixerunt
Pereant qui ante nos nostra dixerunt (llatí) o en català que pereixin (o vagin al diable) aquells que digueren abans de nosaltres el que anàvem a dir és una locució llatina que Jeroni d'Estridó va atribuir al seu professor Eli Donat, tot i que el poeta Terenci ja l'hauria utilitzada. Jeroni va escriure: Nihil est dictum, quod non sit dictum prius: unde praeceptor meus Donatus, cum istum versiculum exponeret, «pereant» inquit «qui ante nos nostra dixerunt.» Traduït: res no es diu que no s'hagi dit anteriorment, com el meu professor Donat va dir amb aquest proverbi: Que se'n vagin al diable, etc.
Va esdevenir un proverbi per a indicar, amb cert humor, que algú manlleva idees dels seus predecessors. S'utilitza quan algú que pensa haver fet un treball original descobreix a posteriori que algú altre ja havia dit o escrit el mateix. Persones acusades de plagi poden al·legar que, en el moment de fomular el seu pensament, no eren conscients de la font anterior.